# Turmhügel Katzbach
Der Turmhügel Katzbach ist eine abgegangene Höhenburg 11 Meter über dem Katzbach bei 504 m ü. NHN am Westrand des Ortsteils Katzbach der Stadt Waldmünchen im Oberpfälzer Landkreis Cham in Bayern. Die Anlage wird als Bodendenkmal unter der Aktennummer D-3-6642-0007 als „mittelalterlicher Burgstall“ geführt.

## Geschichte
Die Burg wurde im ersten Viertel des 12. Jahrhunderts als Stammsitz der Herren von Katzbach, einer Ministerialenfamilie der Markgrafen von Cham (Diepoldinger-Rapotonen), erbaut und war im 14. bis in das 15. Jahrhundert Sitz der Herren von Geigant. 1417 wird ein Hilprant II. von Geigant genannt, der seinen Sitz „… den Sitz zu Kaczpach…“ seiner Schwester und deren Kindern vermacht. Danach wurde die Burg aufgegeben und möglicherweise in den Hussitenkriegen zerstört.

## Baugeschichte und Anlage
Von der Baugeschichte ist nichts bekannt. Nach der Entstehungszeit im ersten Viertel des 12. Jahrhunderts ist anzunehmen, dass der an der Südspitze auf einer Felsnase gelegene Bergfried mit einer Grundfläche von 7 mal 5 Metern aus Bruchstein später zu datieren ist. 
Die trapezförmige etwa 25 mal 30 Meter große Burganlage war im Südwesten und Südosten durch einen steil abfallenden Hang und im Nordwesten und Nordosten durch einen um 1905 verfüllten Halsgraben geschützt. Der gut erkennbare Burgstall ist heute ein Bodendenkmal.